# Rie Rasmussen
Rie Rasmussen (* 14. Februar 1978 in Kopenhagen, Dänemark) ist ein Fotomodell, Schauspielerin sowie Regisseurin und Drehbuchautorin in den USA. Sie wuchs mit ihren neun Geschwistern zunächst in Dänemark auf und verbrachte ihre Jugend in Südkalifornien. 
Rasmussen steht bei der Modelagentur 1 Management in New York unter Vertrag und ist seit ihrem Auftritt in der Victoria's Secret Lingerie Fashion Show 2001 eines der aktuellen Models für die Wäschemarke Victoria’s Secret. Außerdem ist sie das Gesicht in der Werbekampagne von Gucci.
2002 wurde sie mit ihrem Camouflage-Look in der Rolle der Veronica in Brian De Palmas Erotikthriller „Femme Fatale“ bekannt, an der Seite von Rebecca Romijn und Antonio Banderas.
Rie Rasmussen besuchte 1998 eine Filmhochschule in Huntington Beach, Kalifornien, mit dem Ziel Regisseurin zu werden. Ihr Kurzfilm „Thinning the Herd“ wurde von Luc Besson produziert und 2004 auf den Internationalen Filmfestspielen von Cannes für die Goldene Palme nominiert. 2005 spielte sie die Titelrolle in Bessons Film „Angel-A“. Drei Jahre später entstand der Film „Human Zoo“, für den Rasmussen das Drehbuch schrieb, Regie führte und als weibliche Hauptdarstellerin an der Seite von Nikola Djuricko und Nick Corey vor der Kamera stand. „Human Zoo“ wurde am 5. Februar 2009 auf der Berlinale uraufgeführt.
Neben ihrer Filmkarriere malt und fotografiert sie.

## Filmographie
- 2002: Femme Fatale
- 2004: Thinning the Herd
- 2004: Il Vestito
- 2005: Angel-A
- 2009: Human Zoo
- 2014: 1%ERS (Kurzfilm)